# Dobrošov (Libá)
Dobrošov (deutsch Tobiesenreuth, früher Tobiessenreuth) ist eine Wüstung in Tschechien. Sie liegt zwei Kilometer nordöstlich von Hohenberg an der Eger auf dem Gebiet der Gemeinde Libá im Okres Cheb.

## Geographie

### Geographische Lage
Dobrošov befand sich linksseitig über dem Egertal am südlichen Abfall des Hügels Na Vršíčku (552 m) im Fichtelgebirge. 

### Ortsgliederung
Dobrošov bildet eine Grundsiedlungseinheit und den Katastralbezirk Dobrošov u Libé der Gemeinde Libá.

### Nachbargemeinden
Nachbarorte waren Hůrka im Norden, Lužná, Samota und Krapice im Nordosten, Horní Rybárna und Klest im Osten, Cetnov und Bříza im Südosten, Pomezná, Fischern und Rybáře im Süden, Hohenberg an der Eger und Hammermühle im Südwesten, Dubina im Westen sowie Libá im Nordwesten.

## Geschichte
Die erste schriftliche Erwähnung des Dorfes „Dobrozsenrewt“ erfolgte 1322 als Teil der Reichspfandschaft Eger. Bis zum Jahre 1406 war das Dorf nach Markhausen gepfarrt, danach gehörte es zur neu errichteten Pfarrei Liebenstein. Den Kern der kleinen Ortschaften bildeten sieben Bauerngüter, um die sich einige Chaluppen von Hauswebern gruppierten. Später arbeiteten die Chalupner in den Textilfabriken von Liebenstein. Bis zur Mitte des 19. Jahrhunderts blieb das Dorf der Herrschaft Liebenstein untertänig.
Nach der Aufhebung der Patrimonialherrschaften bildete Tobiessenreuth ab 1850 einen Ortsteil der Gemeinde Eichelberg im Bezirk und Gerichtsbezirk Eger. 
1874 wurde in Riehm eine Schule für die Tobiessenreuther und Riehmer Kinder eröffnet. Der tschechische Ortsname Dobrošov wurde 1920 eingeführt, nach der Gründung der Tschechoslowakei. Tobiesenreuth bestand 1930 aus 14 Häusern mit 70 Einwohnern. Nach dem Münchner Abkommen wurde das Dorf 1938 dem Deutschen Reich zugeschlagen und gehörte bis 1945 zum Landkreis Eger im Reichsgau Sudetenland. Nach dem Ende des Zweiten Weltkriegs kam Dobrošov zur Tschechoslowakei zurück. Nach der Aufhebung der Gemeinde Dubina wurde Dobrošov 1950 nach Libá eingemeindet. Wegen seiner Grenznähe wurde das Dorf bis zum Ende der 1960er Jahre mit Ausnahme einer Chaluppe im unteren Teil, die der Grenzwache als Posten diente, devastiert. Dobrošov wurde 1973 als Ortsteil von Libá für erloschen erklärt und von der Landkarte gestrichen.
Heute sind von Dobrošov bewachsene Mauerreste und ein einzelnes Haus am Weg von Hůrka nach Pomezná erhalten.